# Колмен (округ)
Округ Колмен (англ. Coleman county) — округ штата Техас Соединённых Штатов Америки. На 2000 год в нем проживало 9235 человек. По оценке бюро переписи населения США в 2008 году население округа составляло 8577 человек. Окружным центром является город Колмен.

## История
Округ Колмен был сформирован в 1858 году из частей округов Браун и Травис. Он был назван в честь Роберта Коулмана (англ. Coleman), участника битвы при Сан-Хасинто и исполнителя техасской декларации о независимости.

## География
По данным бюро переписи населения США площадь округа Колмен составляет 3319 км², из которых 3264 км² — суша, а 55 км² — водная поверхность (1,66 %).